# Shoalwater Bay Tribe

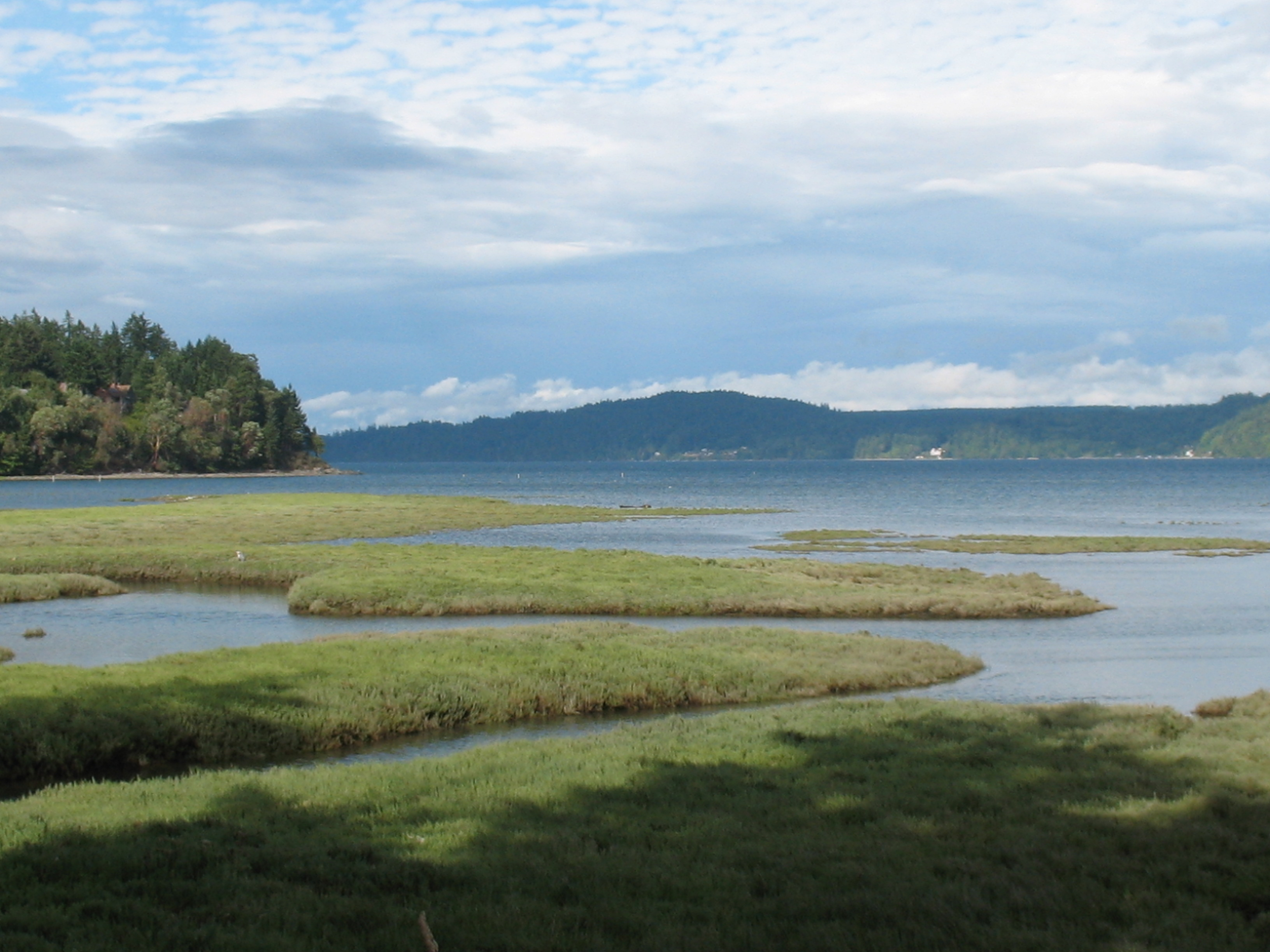
Shoalwater Bay

De Shoalwater Bay Tribe, Lower Chinook of Chinook (van Tsinúk, de naam die de Chehalis hen gaven) zijn de bekendste stam van het Chinookvolk. Ze bewoonden de noordelijke oever van de Columbia in Washington vanaf de monding tot Grays bay over een afstand van 25 kilometer, en naar het noorden toe strekte hun woongebied zich uit tot Shoalwater bay, waar het grensde aan het territorium van de Chehalis. 
De Chinook werden het eerst beschreven door de expeditie van Lewis en Clark in 1805, hoewel ze al sinds minstens 12 jaar daarvoor contact hadden gehad met Spaanse en Britse handelaren. In het jaar 1800 werd hun aantal op 800 mensen geschat, waarvan er in het jaar 1855 slechts 112 over waren. Tegen die tijd waren ze door met de blanke handelaren meegekomen ziekten sterk uitgedund en grotendeels gemengd met het volk van de Chehalis, waarin ze later volledig zijn opgegaan. 
De Chinook waren gewiekste handelaren en zijn door hun bonthandel met Britse en Amerikaanse ondernemingen beroemd geworden. Door hun rol in de regionale handel vormde hun taal de basis voor het Chinook Jargon, de lingua franca van de noordwestkust van Noord-Amerika in de 19e eeuw. Ook is hun naam de aanduiding geworden voor de taalfamilie waartoe hun taal behoort, de Chinooktaalfamilie en voor de sprekers van de talen van deze familie. De overgeleverde stamnamen van de Chinook (in enge zin, niet de hele taalfamilie) zijn Chinook, Gitlapshoi, Nemah, Nisal, Palux, Wharhoots en Atsmitl.